# Wahlkreis Midlothian (House of Commons)
| Midlothian          |
| ------------------- |
| Midlothian          |
| Gebildet            |
| 1955                |
| Abgeordneter        |
| Owen Thompson (SNP) |
| Regionen            |
| Midlothian          |

Midlothian ist ein Wahlkreis für das Britische Unterhaus. Er wurde 1955 aus dem aufgelösten Wahlkreis Midlothian and Peebles geschaffen. Seit der Wahlkreisreform 2005 deckt der Wahlkreis die Council Area Midlothian vollständig ab. Zuvor lag die Stadt Penicuik im aufgelösten Nachbarwahlkreis Tweeddale, Ettrick and Lauderdale. Der Wahlkreis entsendet einen Abgeordneten.

## Wahlergebnisse

### Unterhauswahlen 1955
| Ergebnisse der Unterhauswahlen 1955 | Ergebnisse der Unterhauswahlen 1955 | Ergebnisse der Unterhauswahlen 1955 | Ergebnisse der Unterhauswahlen 1955 |
| Partei                              | Kandidat                            | Stimmen                             | %                                   |
| ----------------------------------- | ----------------------------------- | ----------------------------------- | ----------------------------------- |
| Labour                              | David Pryde                         | 25.994                              | 60,2                                |
| Conservative                        | J.A. Stoddart                       | 17.208                              | 39,8                                |

### Unterhauswahlen 1959
| Ergebnisse der Unterhauswahlen 1959 | Ergebnisse der Unterhauswahlen 1959 | Ergebnisse der Unterhauswahlen 1959 | Ergebnisse der Unterhauswahlen 1959 | Ergebnisse der Unterhauswahlen 1959 |
| Partei                              | Kandidat                            | Stimmen                             | %                                   | ±                                   |
| ----------------------------------- | ----------------------------------- | ----------------------------------- | ----------------------------------- | ----------------------------------- |
| Labour                              | James Hill                          | 28.457                              | 60,2                                | ±0,0                                |
| Conservative                        | William S. How                      | 18.797                              | 39,8                                | ±0,0                                |

### Unterhauswahlen 1964
| Ergebnisse der Unterhauswahlen 1964 | Ergebnisse der Unterhauswahlen 1964 | Ergebnisse der Unterhauswahlen 1964 | Ergebnisse der Unterhauswahlen 1964 | Ergebnisse der Unterhauswahlen 1964 |
| Partei                              | Kandidat                            | Stimmen                             | %                                   | ±                                   |
| ----------------------------------- | ----------------------------------- | ----------------------------------- | ----------------------------------- | ----------------------------------- |
| Labour                              | James Hill                          | 29.820                              | 61,3                                | +1,1                                |
| Conservative                        | Michael Clark Hutchison             | 18.861                              | 38,7                                | −1,1                                |

### Unterhauswahlen 1966
| Ergebnisse der Unterhauswahlen 1966 | Ergebnisse der Unterhauswahlen 1966 | Ergebnisse der Unterhauswahlen 1966 | Ergebnisse der Unterhauswahlen 1966 | Ergebnisse der Unterhauswahlen 1966 |
| Partei                              | Kandidat                            | Stimmen                             | %                                   | ±                                   |
| ----------------------------------- | ----------------------------------- | ----------------------------------- | ----------------------------------- | ----------------------------------- |
| Labour                              | Alex Eadie                          | 27.608                              | 56,6                                | −4,7                                |
| Conservative                        | John L.G. Lamotte                   | 13.192                              | 27,1                                | −11,6                               |
| SNP                                 | Steven Rae                          | 7974                                | 16,4                                | +16,4                               |

### Unterhauswahlen 1970
| Ergebnisse der Unterhauswahlen 1970 | Ergebnisse der Unterhauswahlen 1970 | Ergebnisse der Unterhauswahlen 1970 | Ergebnisse der Unterhauswahlen 1970 | Ergebnisse der Unterhauswahlen 1970 |
| Partei                              | Kandidat                            | Stimmen                             | %                                   | ±                                   |
| ----------------------------------- | ----------------------------------- | ----------------------------------- | ----------------------------------- | ----------------------------------- |
| Labour                              | Alex Eadie                          | 30.802                              | 53,0                                | −3,6                                |
| Conservative                        | John L.G. Lamotte                   | 18.328                              | 31,5                                | +4,4                                |
| SNP                                 | George Park                         | 9047                                | 15,6                                | −0,8                                |

### Unterhauswahlen Februar 1974
| Ergebnisse der Unterhauswahlen Februar 1974 | Ergebnisse der Unterhauswahlen Februar 1974 | Ergebnisse der Unterhauswahlen Februar 1974 | Ergebnisse der Unterhauswahlen Februar 1974 | Ergebnisse der Unterhauswahlen Februar 1974 |
| Partei                                      | Kandidat                                    | Stimmen                                     | %                                           | ±                                           |
| ------------------------------------------- | ------------------------------------------- | ------------------------------------------- | ------------------------------------------- | ------------------------------------------- |
| Labour                                      | Alex Eadie                                  | 32.220                                      | 44,7                                        | −8,3                                        |
| Conservative                                | D. Mowat                                    | 20.478                                      | 28,4                                        | −3,1                                        |
| SNP                                         | J.G. McKinlay                               | 19.450                                      | 27,0                                        | +11,4                                       |

### Unterhauswahlen Oktober 1974
| Ergebnisse der Unterhauswahlen Oktober 1974 | Ergebnisse der Unterhauswahlen Oktober 1974 | Ergebnisse der Unterhauswahlen Oktober 1974 | Ergebnisse der Unterhauswahlen Oktober 1974 | Ergebnisse der Unterhauswahlen Oktober 1974 |
| Partei                                      | Kandidat                                    | Stimmen                                     | %                                           | ±                                           |
| ------------------------------------------- | ------------------------------------------- | ------------------------------------------- | ------------------------------------------- | ------------------------------------------- |
| Labour                                      | Alex Eadie                                  | 28.652                                      | 41,5                                        | −3,2                                        |
| SNP                                         | J.G. McKinlay                               | 24.568                                      | 35,6                                        | +8,6                                        |
| Conservative                                | A. Ballantyne                               | 11.046                                      | 16,0                                        | −12,4                                       |
| Liberal                                     | P. Wheeler                                  | 4793                                        | 6,9                                         | +6,9                                        |

### Unterhauswahlen 1979
| Ergebnisse der Unterhauswahlen 1979 | Ergebnisse der Unterhauswahlen 1979 | Ergebnisse der Unterhauswahlen 1979 | Ergebnisse der Unterhauswahlen 1979 | Ergebnisse der Unterhauswahlen 1979 |
| Partei                              | Kandidat                            | Stimmen                             | %                                   | ±                                   |
| ----------------------------------- | ----------------------------------- | ----------------------------------- | ----------------------------------- | ----------------------------------- |
| Labour                              | Alex Eadie                          | 37.733                              | 47,8                                | +6,3                                |
| Conservative                        | H.W. Mann                           | 20.797                              | 26,4                                | +10,4                               |
| SNP                                 | G.A.F. Spiers                       | 13.260                              | 16,8                                | −18,8                               |
| Liberal                             | A.P. Brodie                         | 7129                                | 9,0                                 | +2,1                                |

### Unterhauswahlen 1983
| Ergebnisse der Unterhauswahlen 1983 | Ergebnisse der Unterhauswahlen 1983 | Ergebnisse der Unterhauswahlen 1983 | Ergebnisse der Unterhauswahlen 1983 | Ergebnisse der Unterhauswahlen 1983 |
| Partei                              | Kandidat                            | Stimmen                             | %                                   | ±                                   |
| ----------------------------------- | ----------------------------------- | ----------------------------------- | ----------------------------------- | ----------------------------------- |
| Labour                              | Alex Eadie                          | 19.401                              | 42,7                                | −5,1                                |
| SDP                                 | A.R. Dewar                          | 13.245                              | 29,2                                | +29,2                               |
| Conservative                        | D.A.Y. Menzies                      | 9922                                | 21,9                                | −4,5                                |
| SNP                                 | M.J. Hird                           | 2826                                | 6,2                                 | −10,6                               |

### Unterhauswahlen 1987
| Ergebnisse der Unterhauswahlen 1987 | Ergebnisse der Unterhauswahlen 1987 | Ergebnisse der Unterhauswahlen 1987 | Ergebnisse der Unterhauswahlen 1987 | Ergebnisse der Unterhauswahlen 1987 |
| Partei                              | Kandidat                            | Stimmen                             | %                                   | ±                                   |
| ----------------------------------- | ----------------------------------- | ----------------------------------- | ----------------------------------- | ----------------------------------- |
| Labour                              | Alex Eadie                          | 22.553                              | 48,3                                | +5,6                                |
| SDP                                 | A.R. Dewar                          | 10.300                              | 22,0                                | −7,2                                |
| Conservative                        | F.G. Riddell                        | 8527                                | 18,2                                | −3,7                                |
| SNP                                 | I.M. Chisholm                       | 4947                                | 10,6                                | +4,4                                |
| Green                               | I.A. Smith                          | 412                                 | 0,9                                 | +0,9                                |

### Unterhauswahlen 1992
| Ergebnisse der Unterhauswahlen 1992 | Ergebnisse der Unterhauswahlen 1992 | Ergebnisse der Unterhauswahlen 1992 | Ergebnisse der Unterhauswahlen 1992 | Ergebnisse der Unterhauswahlen 1992 |
| Partei                              | Kandidat                            | Stimmen                             | %                                   | ±                                   |
| ----------------------------------- | ----------------------------------- | ----------------------------------- | ----------------------------------- | ----------------------------------- |
| Labour                              | Eric Clarke                         | 20.588                              | 43,9                                | −4,4                                |
| SNP                                 | Andrew Lumsden                      | 10.254                              | 21,9                                | +11,3                               |
| Conservative                        | Jeff Stoddart                       | 9443                                | 20,1                                | +1,9                                |
| Liberal Democrats                   | Paul L. Sewell                      | 6164                                | 13,1                                | +13,1                               |
| Green                               | Iain D. Morrice                     | 476                                 | 1,0                                 | +0,1                                |

### Unterhauswahlen 1997
| Ergebnisse der Unterhauswahlen 1997 | Ergebnisse der Unterhauswahlen 1997 | Ergebnisse der Unterhauswahlen 1997 | Ergebnisse der Unterhauswahlen 1997 | Ergebnisse der Unterhauswahlen 1997 |
| Partei                              | Kandidat                            | Stimmen                             | %                                   | ±                                   |
| ----------------------------------- | ----------------------------------- | ----------------------------------- | ----------------------------------- | ----------------------------------- |
| Labour                              | Eric Clarke                         | 18.861                              | 53,5                                | +9,6                                |
| SNP                                 | Lawrence Millar                     | 8991                                | 25,5                                | +3,6                                |
| Conservative                        | Anne C. Harper                      | 3842                                | 10,9                                | −9,2                                |
| Liberal Democrats                   | Richard F. Pinnock                  | 3235                                | 9,2                                 | −3,9                                |
| Referendum Party                    | Keith K. Docking                    | 320                                 | 0,9                                 | +0,9                                |

### Unterhauswahlen 2001
| Ergebnisse der Unterhauswahlen 2001 | Ergebnisse der Unterhauswahlen 2001 | Ergebnisse der Unterhauswahlen 2001 | Ergebnisse der Unterhauswahlen 2001 | Ergebnisse der Unterhauswahlen 2001 |
| Partei                              | Kandidat                            | Stimmen                             | %                                   | ±                                   |
| ----------------------------------- | ----------------------------------- | ----------------------------------- | ----------------------------------- | ----------------------------------- |
| Labour                              | David Hamilton                      | 15.145                              | 52,7                                | −0,8                                |
| SNP                                 | Ian Roy Goldie                      | 6131                                | 21,3                                | −4,2                                |
| Liberal Democrats                   | Jacqueline Dianne Bell              | 3686                                | 12,8                                | +3,6                                |
| Conservative                        | Robin James Traquair                | 2748                                | 9,6                                 | −1,3                                |
| Socialist                           | Robert Paul Goupillot               | 837                                 | 2,9                                 | +2,9                                |
| ProLife Alliance                    | Terence John Edward Holden          | 177                                 | 0,6                                 | +0,6                                |

### Unterhauswahlen 2005
| Ergebnisse der Unterhauswahlen 2005 | Ergebnisse der Unterhauswahlen 2005 | Ergebnisse der Unterhauswahlen 2005 | Ergebnisse der Unterhauswahlen 2005 | Ergebnisse der Unterhauswahlen 2005 |
| Partei                              | Kandidat                            | Stimmen                             | %                                   | ±                                   |
| ----------------------------------- | ----------------------------------- | ----------------------------------- | ----------------------------------- | ----------------------------------- |
| Labour                              | David Hamilton                      | 17.153                              | 45,5                                | −7,2                                |
| Liberal Democrats                   | Fred Mackintosh                     | 9888                                | 26,2                                | +13,4                               |
| SNP                                 | Colin Beattie                       | 6400                                | 17,0                                | −4,3                                |
| Conservative                        | Iain McGill                         | 3537                                | 9,4                                 | −0,2                                |
| Socialist                           | Norman V. Gilfillan                 | 726                                 | 1,9                                 | −1,0                                |

### Unterhauswahlen 2010
| Ergebnisse der Unterhauswahlen 2010 | Ergebnisse der Unterhauswahlen 2010 | Ergebnisse der Unterhauswahlen 2010 | Ergebnisse der Unterhauswahlen 2010 | Ergebnisse der Unterhauswahlen 2010 |
| Partei                              | Kandidat                            | Stimmen                             | %                                   | ±                                   |
| ----------------------------------- | ----------------------------------- | ----------------------------------- | ----------------------------------- | ----------------------------------- |
| Labour                              | David Hamilton                      | 18.449                              | 47,0                                | +1,5                                |
| SNP                                 | Colin Beattie                       | 8100                                | 20,6                                | +3,6                                |
| Liberal Democrats                   | Ross Laird                          | 6711                                | 17,1                                | −9,1                                |
| Conservative                        | James E. Callander                  | 4611                                | 11,9                                | +2,5                                |
| Green                               | Ian G. Baxter                       | 595                                 | 1,5                                 | +1,5                                |
| UKIP                                | Gordon Norrie                       | 364                                 | 0,9                                 | +0,9                                |
| Parteilos                           | George McCleery                     | 196                                 | 0,5                                 | +0,5                                |
| TUSC                                | Willie C. Duncan                    | 166                                 | 0,4                                 | +0,4                                |

### Unterhauswahlen 2015
| Ergebnisse der Unterhauswahlen 2015 | Ergebnisse der Unterhauswahlen 2015 | Ergebnisse der Unterhauswahlen 2015 | Ergebnisse der Unterhauswahlen 2015 | Ergebnisse der Unterhauswahlen 2015 |
| Partei                              | Kandidat                            | Stimmen                             | %                                   | ±                                   |
| ----------------------------------- | ----------------------------------- | ----------------------------------- | ----------------------------------- | ----------------------------------- |
| SNP                                 | Owen Thompson                       | 24.453                              | 50,6                                | +30,0                               |
| Labour                              | Kenny Young                         | 14.594                              | 30,2                                | −16,8                               |
| Conservative                        | Michelle Ballantyne                 | 5760                                | 11,9                                | ±0,0                                |
| Green                               | Ian Baxter                          | 1219                                | 2,5                                 | +1,0                                |
| UKIP                                | Gordon Norrie                       | 1173                                | 2,4                                 | +1,5                                |
| Liberal Democrats                   | Ross Laird                          | 1132                                | 2,3                                 | −14,8                               |

### Unterhauswahlen 2017
| Ergebnisse der Unterhauswahlen 2017 | Ergebnisse der Unterhauswahlen 2017 | Ergebnisse der Unterhauswahlen 2017 | Ergebnisse der Unterhauswahlen 2017 | Ergebnisse der Unterhauswahlen 2017 |
| Partei                              | Kandidat                            | Stimmen                             | %                                   | ±                                   |
| ----------------------------------- | ----------------------------------- | ----------------------------------- | ----------------------------------- | ----------------------------------- |
| Labour                              | Danielle Rowley                     | 16.458                              | 36,4                                | +6,2                                |
| SNP                                 | Owen Thompson                       | 15.573                              | 34,4                                | −16,2                               |
| Conservative                        | Chris Donnelly                      | 11.521                              | 25,4                                | +13,5                               |
| Liberal Democrats                   | Ross Laird                          | 1721                                | 3,8                                 | +1,5                                |

### Unterhauswahlen 2019
| Ergebnisse der Unterhauswahlen 2017 | Ergebnisse der Unterhauswahlen 2017 | Ergebnisse der Unterhauswahlen 2017 | Ergebnisse der Unterhauswahlen 2017 | Ergebnisse der Unterhauswahlen 2017 |
| Partei                              | Kandidat                            | Stimmen                             | %                                   | ±                                   |
| ----------------------------------- | ----------------------------------- | ----------------------------------- | ----------------------------------- | ----------------------------------- |
| SNP                                 | Owen Thompson                       | 20.033                              | 41,5                                | +7,1                                |
| Labour                              | Danielle Rowley                     | 14.328                              | 29,7                                | −6,7                                |
| Conservative                        | Rebecca Fraser                      | 10.467                              | 21,7                                | −3,7                                |
| Liberal Democrats                   | Steve Arrundale                     | 3.393                               | 7,0                                 | +3,2                                |